# 橋津站
橋津站（日语：／ Hashizu eki */?）是位於大分縣宇佐郡宇佐町（現時：宇佐市），大分交通宇佐參宮線的鐵路車站（廢站）。

## 歷史
- 1916年（大正5年）3月1日 - 宇佐參宮鐵道車站啟用[1][2]。
- 1945年（昭和20年）4月20日 - 成為大分交通宇佐參宮線的車站[2]。
- 1965年（昭和40年）8月21日 - 宇佐參宮線全線廢除[2]。

## 相鄰車站
大分交通
宇佐參宮線
宇佐－橋津－宇佐高校前

## 注腳
1. ↑  「軽便鉄道運輸開始」《官報》1916年3月4日（國立國會圖書館數碼化收藏）
2. 1 2 3  《日本鐵道旅行地圖帳 全線全站全廢線 12 九州沖繩》（監修：今尾惠介，新潮社，2009年4月發行）60頁

## 相關項目
- 日本鐵路車站列表 Ha